# Grande pagode de l'oie sauvage
La Grande pagode de l'oie sauvage (chinois simplifié : 大雁塔 ; pinyin : Dàyàn Tǎ) est une pagode située dans la partie sud de Xi'an, dans la province chinoise du Shaanxi. Elle a été construite en 652, pendant la dynastie Tang et avait à l'origine cinq étages. Elle a été reconstruite en 704, pendant le règne de l'impératrice Wu Zetian et sa façade en briques a été restaurée pendant la dynastie Ming. Une de ses nombreuses fonction fut d'abriter les sûtras et les figurines du Bouddha rapportées d'Inde en Chine par le voyageur et traducteur bouddhiste Xuanzang.

## Environs et histoire

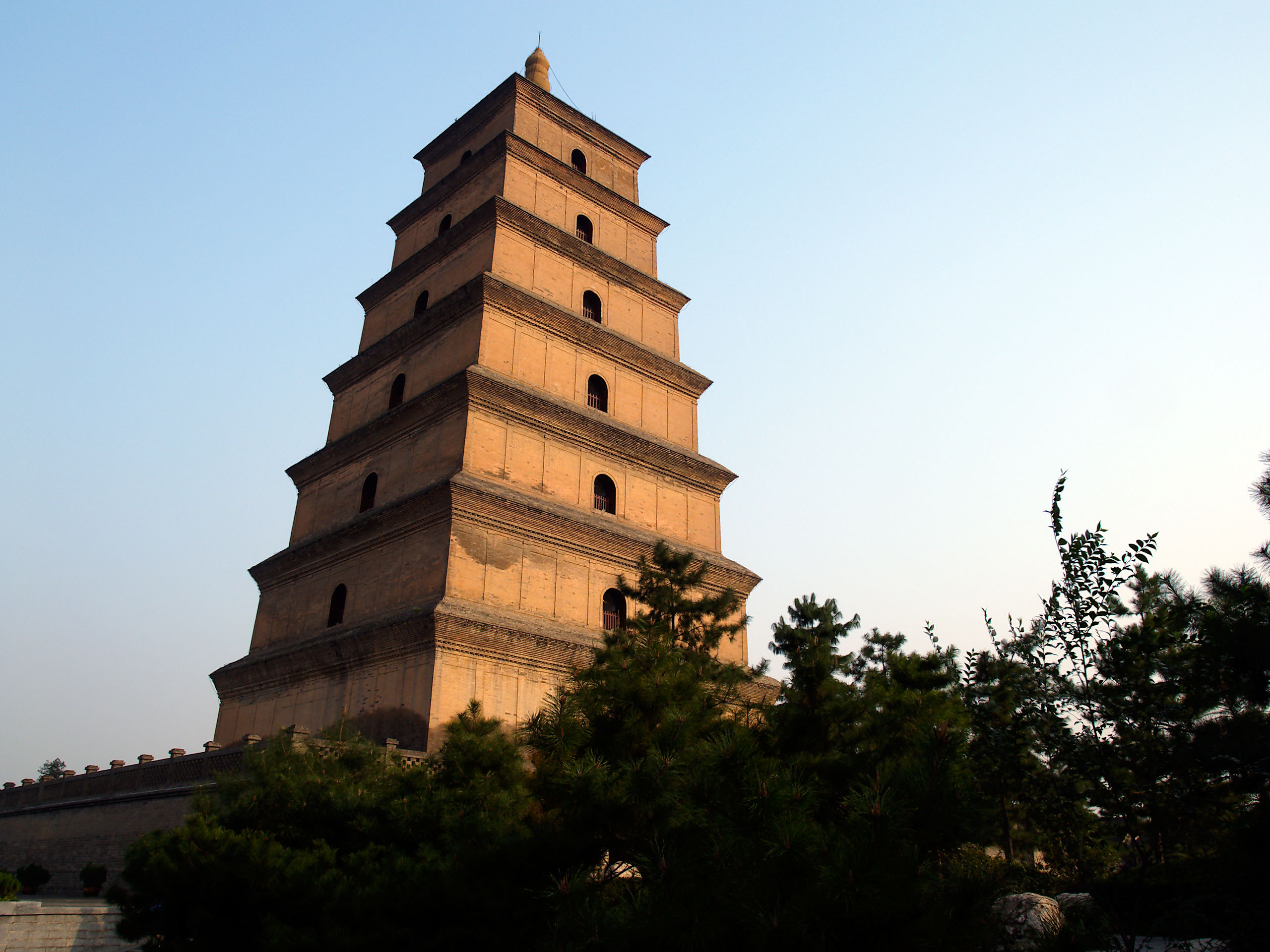
Grande pagode de l'Oie sauvage, Xi'an, Shanxi. Brique et pierre. H. : 60m; l. du côté à la base : 25,5 m, dynastie Tang, 652 (première construction) et VIIIe s.

La pagode originale fut construite pendant le règne de l'empereur Gaozong (r. 649-683) de la dynastie Tang et s'élevait alors à une hauteur de 54 m. Cependant, cette construction de pisé revêtu de pierre s'est effondrée quelques décennies plus tard. L'impératrice au pouvoir Wu Zetian a fait reconstruire la pagode et lui a fait ajouter cinq nouveaux étages en l'an 704. Mais le violent séisme de 1556 de Shaanxi l'a fortement endommagée et l'a réduite de trois étages à sa hauteur actuelle de sept étages. Le bâtiment tout entier penche à présent de manière perceptible (plusieurs degrés) vers l'ouest. Sa structure sœur du VIIIe siècle, la petite pagode de l'oie sauvage, également à Xi'an, n'a que peu souffert de ce tremblement de terre (les réparations n'ont toujours pas été faites). La Grande pagode de l'Oie sauvage fut intensément réparée pendant la dynastie Ming (1368–1644) et de nouveau en 1964. Sa hauteur actuelle est de 64 m et, du haut, l'on peut observer la ville actuelle de Xi'an.
Pendant la dynastie Tang, la pagode était incluse dans un monastère entouré d'un mur formant le secteur le plus grand de la ville, qui s'appelait à l'époque Chang'an,. Les terres du monastère de l'époque couvraient dix cours pour un total de 1 897 baies,. À l'époque, les étudiants diplômés des examens impériaux de Chang'an inscrivaient leurs noms dans ce monastère.
Proche de la pagode se trouve le temple de la Grande grâce maternelle, Da Ci'en. Ce temple fut construit initialement en 589 par Li Zhi (le futur empereur Gaozong des Tang) en mémoire de sa mère l'impératrice Wende et reconstruit ensuite en 647.
Une statue du moine Xuanzang a été érigée devant l'entrée du temple.

## Statut patrimonial
La grande pagode a été ajoutée sur la première liste des sites historiques et culturels majeurs protégés au niveau national en 1961, sous le numéro de catalogue, (1-)63. Elle a également été ajoutée à la liste du patrimoine mondial de l'UNESCO le 22 juin 2014.

## Origine possible du nom
Il existe de nombreuses histoires sur l'origine du nom de la Grande pagode de l'oie sauvage. L'un des personnages principaux de l'histoire est Xuanzang. La légende raconte qu'en route pour l'Inde, Xuanzang s'est retrouvé coincé dans le désert, sans eau ni nourriture. Dans cette situation difficile, il se laissa guider par les oies et finit par trouver une source d'eau pour survivre. Xuanzang retourna dans les plaines centrales après avoir lu les écritures et, pour remercier l'incarnation du bodhisattva, il construisit cette grande pagode de l'Oie sauvage pour exprimer sa gratitude.
Une autre théorie provient du pays de Magadha (aujourd'hui l'État méridional du Bihar, en Inde). Dans un monastère pratiquant le bouddhisme Hinayana. A l'intérieur de la cour. Un jour, un troupeau d'oies vole dans les airs. En voyant le troupeau d'oies, un moine dit avec foi : "Aujourd'hui, nous n'avons tous rien à manger, le Bodhisattva devrait savoir que nous avons faim !" . À ce moment-là, l'une des oies est tombée mortellement devant le moine. Les moines pensèrent alors qu'il s'agissait là de l'enseignement du Bouddha à leur égard, et les oies furent enterrées à l'endroit où elles étaient tombées et construisirent une pagode des oies sauvages. Plus tard, Xuanzang visita cette pagode lors d'un voyage en Inde. À son retour en Chine, il construisit la Grande Pagode de l'Oie Sauvage sur le modèle de la Pagode de l'Oie Sauvage. Le nom "Grande" signifie qu'il croyait au bouddhisme mahayana.
Une autre hypothèse, plus simple, est que les oiseaux ont toujours été honorés dans le bouddhisme. Xuanzang en était certainement conscient à son retour de voyage. Une fois la construction de la pagode achevée, il voulut lui donner le nom d'un oiseau, et comme les oies avaient une signification unique pour les habitants de la Chine ancienne, le Vénérable Maître donna à la pagode le nom de Grande Pagode de l'Oie Sauvage.
L'origine précise de ce nom étant trop lointaine, les gens n'ont aucun moyen de la prouver. [style à revoir] Quoi qu'il en soit, la tour a été conçue par Xuanzang lui-même et construite brique par brique. La tour est le symbole de ses efforts. Quel que soit le point de vue, c'est après mûre réflexion qu'il a donné son nom à la tour. [réf. nécessaire]

## Galerie

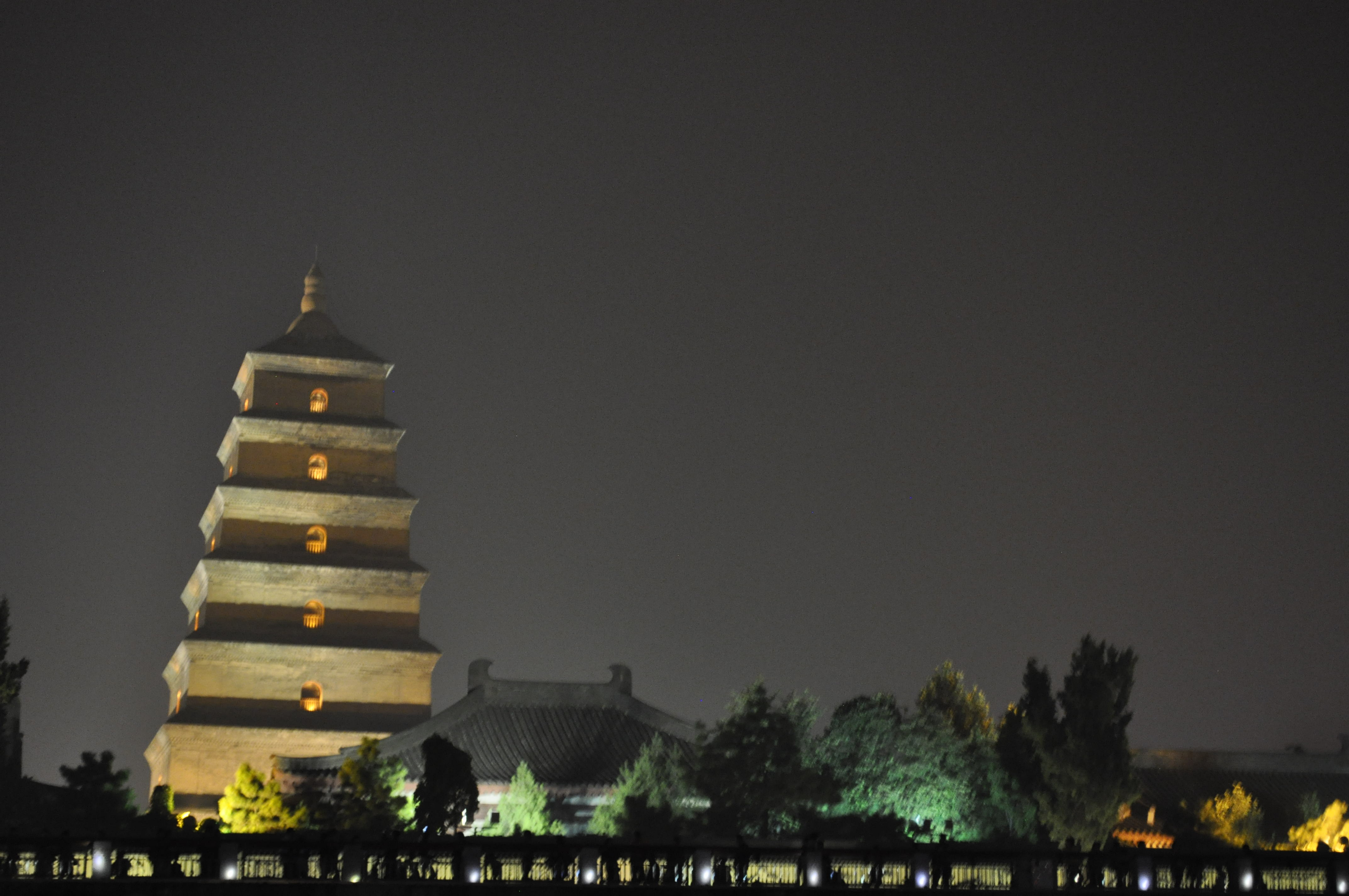
vue nocturne de la Grande pagode de l'oie sauvage
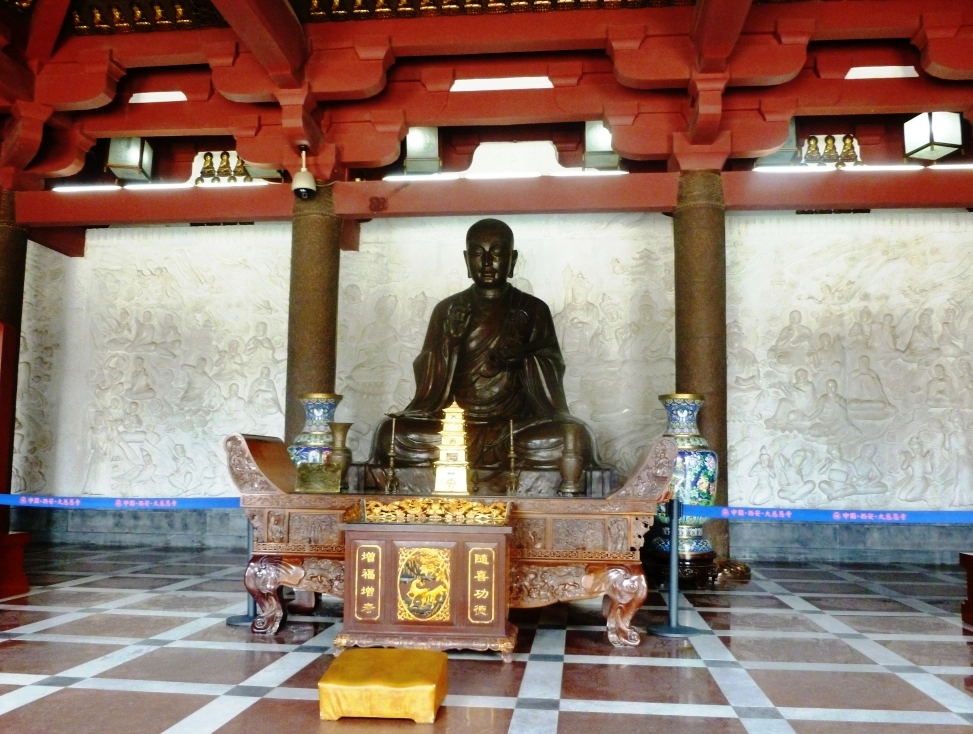
Statue de Xuanzang, située à l'intérieur de la Grande pagode
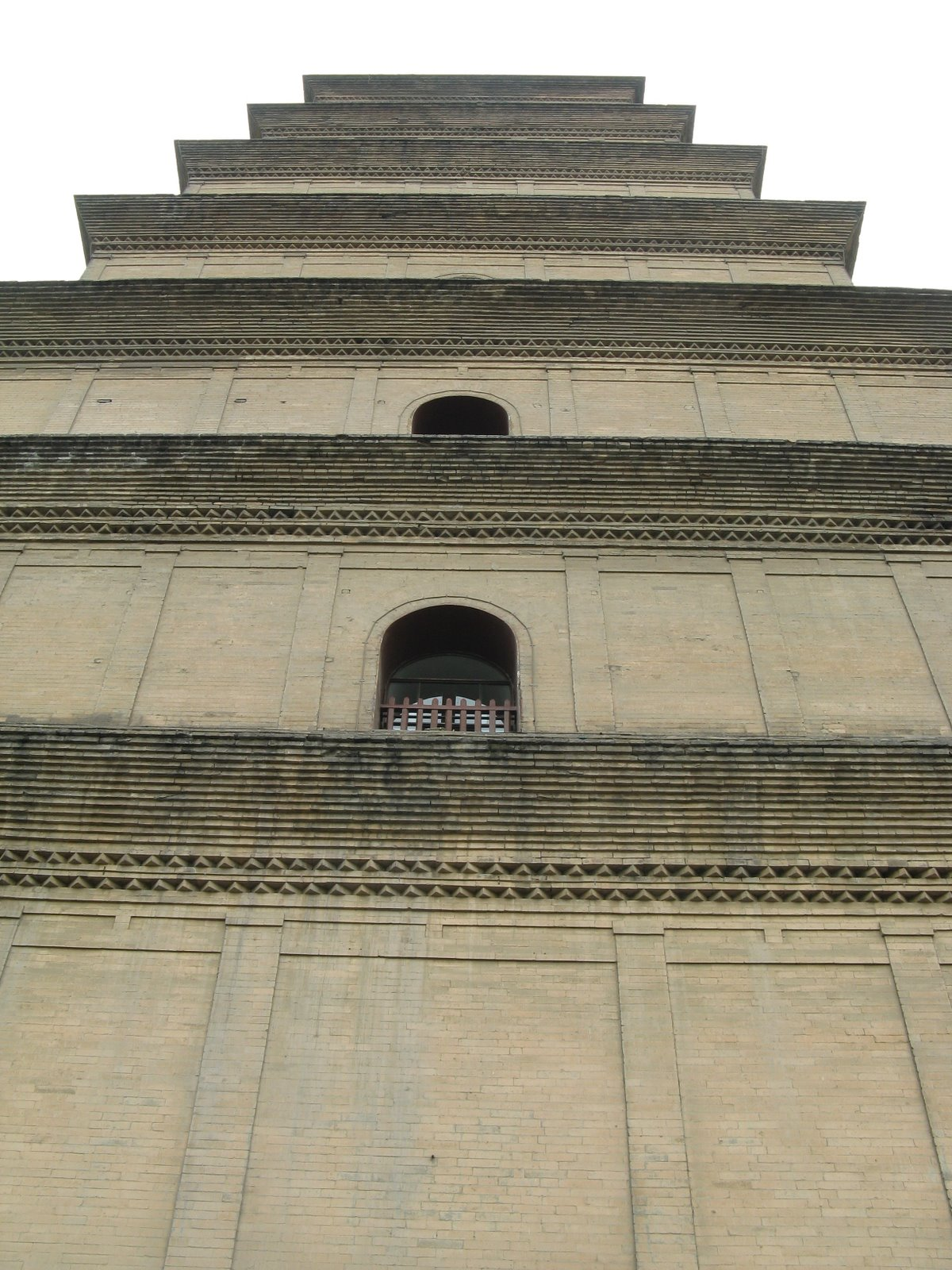
Vue en contre-plongée permettant de discerner les briques
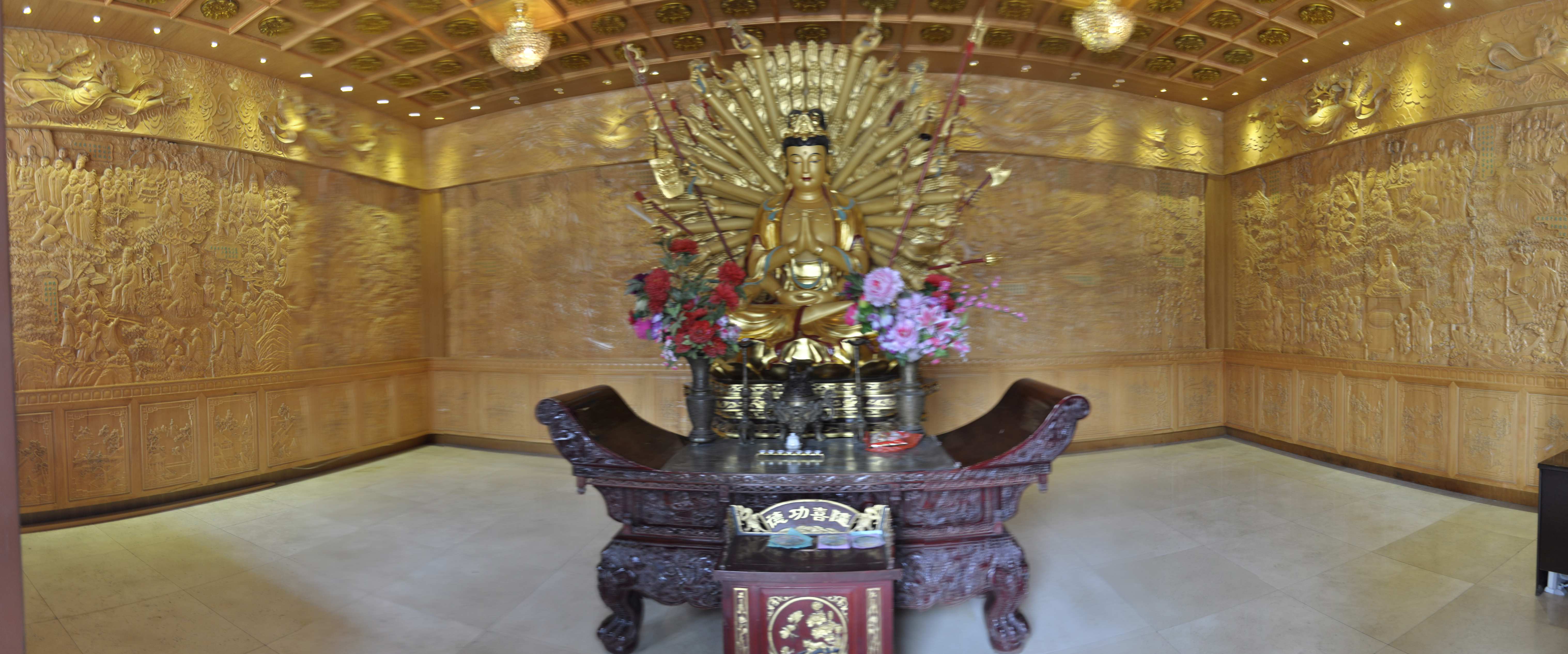
Pavillon Avalokiteshvara
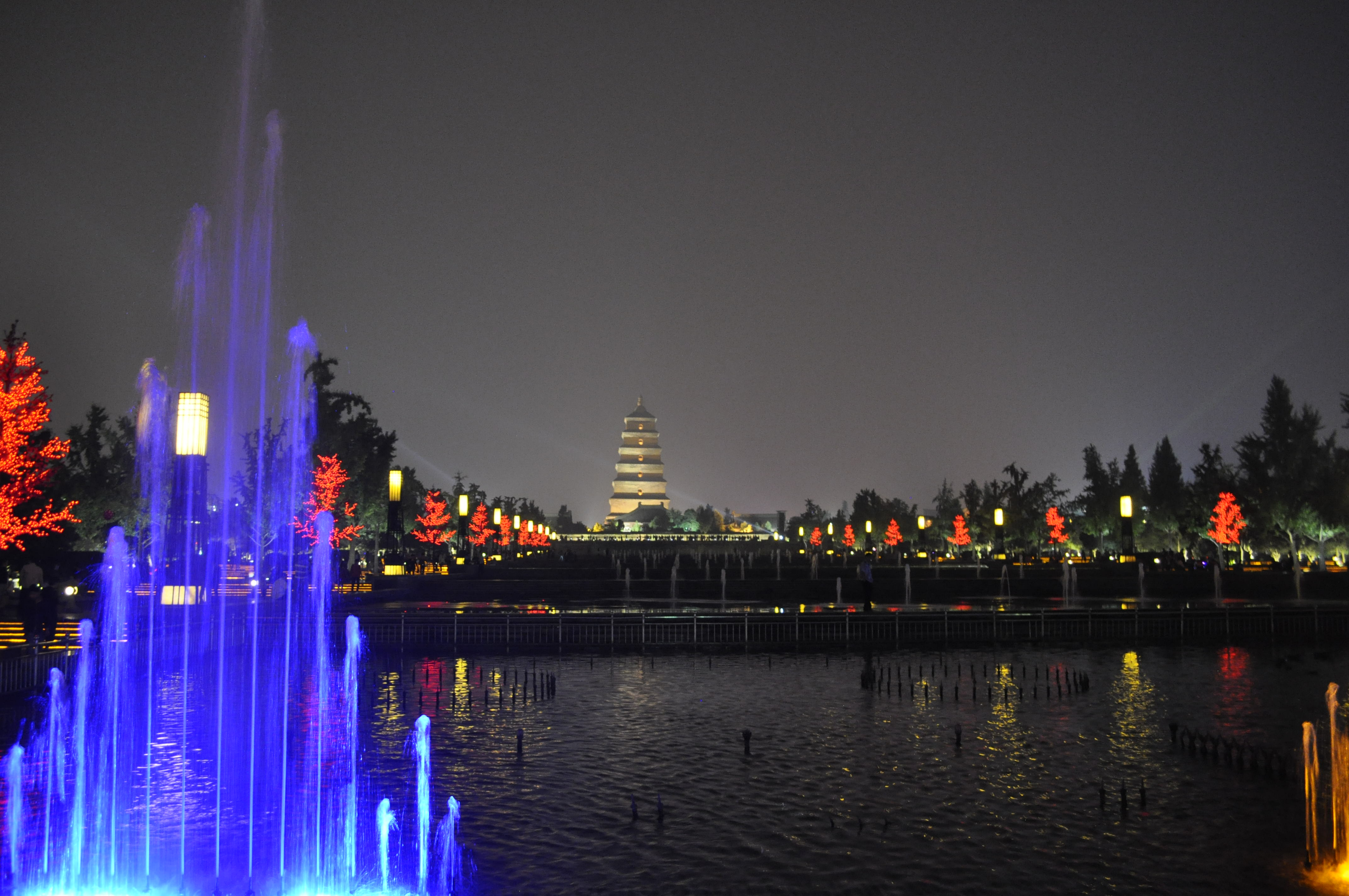
vue depuis le parc
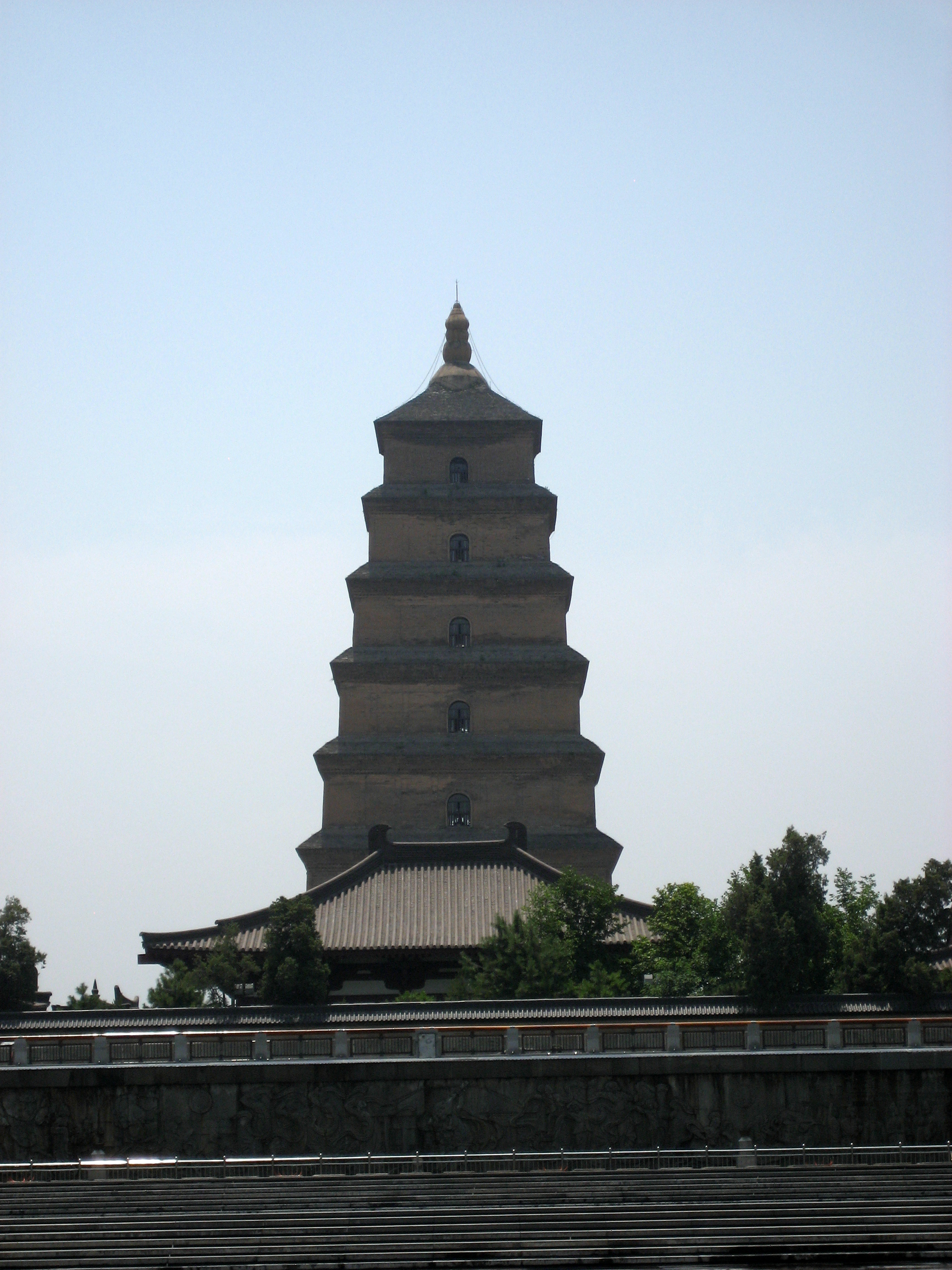
autre vue de la Grande pagode
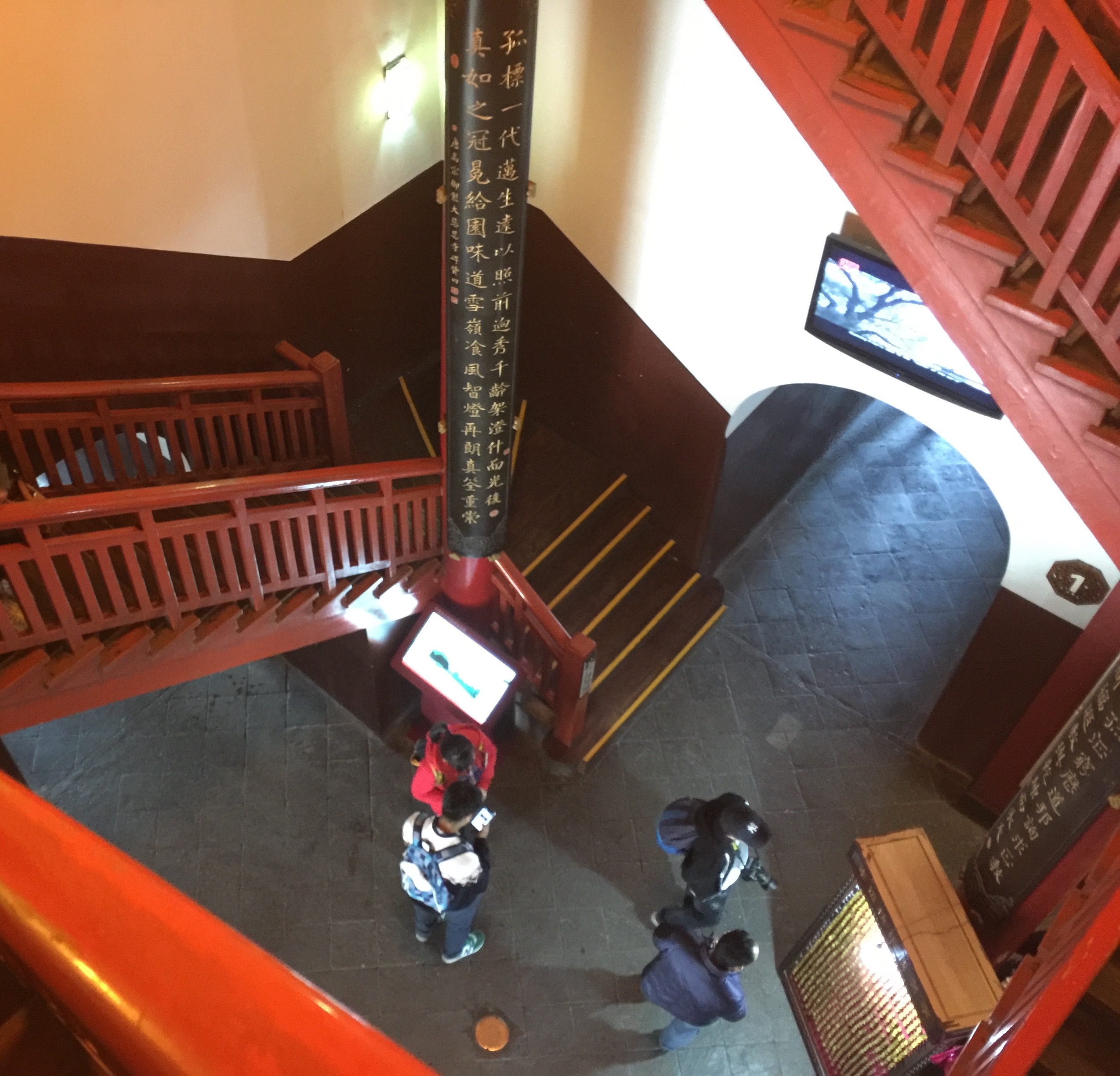
Intérieur de la Grande pagode de l'oie sauvage
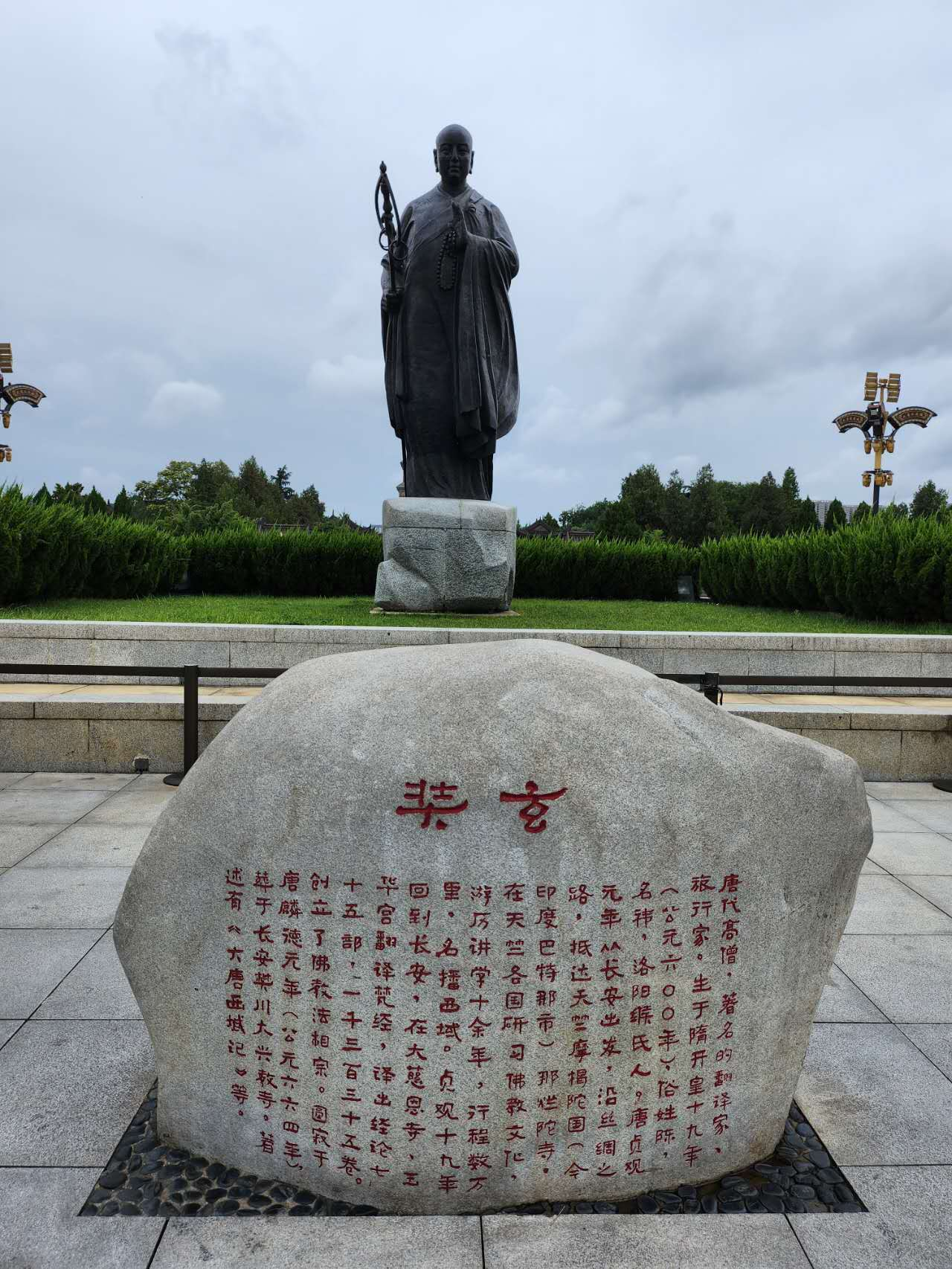
Statue de Xuanzang, située à l'extérieur de la Grande pagode

## Crédit d'auteurs
- (en) Cet article est partiellement ou en totalité issu de l’article de Wikipédia en anglais intitulé « Giant Wild Goose Pagoda » (voir la liste des auteurs).